# Nick Viergever
Nick Viergever (Capelle aan den IJssel, 3 agosto 1989) è un calciatore olandese, difensore dell'Utrecht.

## Carriera

### Club
Debutta in Eredivisie il 10 maggio 2009 con la maglia dello Sparta Rotterdam contro il Nec Nijmegen, sostituendo Edwin van Bueren nel secondo tempo.
Il 16 giugno 2010 passa all'AZ insieme al compagno di squadra Erik Falkenburg, firmando un contratto che lo lega alla società fino al 2014. Il 7 agosto 2011, nella prima giornata di Eredivisie disputata contro il PSV Eindhoven, segna il gol del momentaneo 2-0 con un tiro da oltre trenta metri che sorprende tutti, Isaksson compreso.
Il 1º luglio 2014 passa all'AFC Ajax per 2 milioni di euro, giocando nella prima stagione 39 partite e segnando 3 reti. Complessivamente con i lancieri in quattro stagioni mette insieme 119 presenze e 9 gol.
Nell'estate del 2018 firma per il PSV Eindhoven. Tre anni dopo passa al Greuther Fürth per 300.000 euro.

### Nazionale
Il 15 agosto 2012 debutta in nazionale olandese nell'amichevole contro il Belgio giocata a Bruxelles.

## Statistiche

### Presenze e reti nei club
Statistiche aggiornate al 14 agosto 2021.
| Stagione                | Squadra                 | Campionato              | Campionato | Campionato | Coppe nazionali | Coppe nazionali | Coppe nazionali | Coppe continentali | Coppe continentali | Coppe continentali | Altre coppe | Altre coppe | Altre coppe | Totale | Totale |
| Stagione                | Squadra                 | Comp                    | Pres       | Reti       | Comp            | Pres            | Reti            | Comp               | Pres               | Reti               | Comp        | Pres        | Reti        | Pres   | Reti   |
| ----------------------- | ----------------------- | ----------------------- | ---------- | ---------- | --------------- | --------------- | --------------- | ------------------ | ------------------ | ------------------ | ----------- | ----------- | ----------- | ------ | ------ |
| 2008-2009               | Sparta Rotterdam        | ED                      | 1          | 0          | CO              | -               | -               | -                  | -                  | -                  | -           | -           | -           | 1      | 0      |
| 2009-2010               | Sparta Rotterdam        | ED                      | 29+3       | 0          | CO              | 3               | 0               | -                  | -                  | -                  | -           | -           | -           | 35     | 0      |
| Totale Sparta Rotterdam | Totale Sparta Rotterdam | Totale Sparta Rotterdam | 30+3       | 0          |                 | 3               | 0               |                    | -                  | -                  |             | -           | -           | 36     | 0      |
| 2010-2011               | AZ Alkmaar              | ED                      | 16         | 0          | CO              | 0               | 0               | UEL                | 3                  | 0                  | -           | -           | -           | 19     | 0      |
| 2011-2012               | AZ Alkmaar              | ED                      | 30         | 2          | CO              | 5               | 1               | UEL                | 14                 | 0                  | -           | -           | -           | 49     | 3      |
| 2012-2013               | AZ Alkmaar              | ED                      | 31         | 0          | CO              | 6               | 0               | UEL                | 2                  | 0                  | -           | -           | -           | 39     | 0      |
| 2013-2014               | AZ Alkmaar              | ED                      | 33+4       | 3          | CO              | 5               | 0               | UEL                | 13                 | 2                  | SO          | 1           | 0           | 56     | 6      |
| Totale AZ Alkmaar       | Totale AZ Alkmaar       | Totale AZ Alkmaar       | 110+4      | 5          |                 | 16              | 1               |                    | 32                 | 2                  |             | 1           | 0           | 163    | 8      |
| 2014-2015               | Ajax                    | ED                      | 26         | 2          | CO              | 3               | 0               | UCL+UEL            | 5+4                | 0+1                | SO          | 1           | 0           | 39     | 3      |
| 2015-2016               | Ajax                    | ED                      | 17         | 0          | CO              | 1               | 0               | UCL+UEL            | 0+1                | 0                  | -           | -           | -           | 19     | 0      |
| 2016-2017               | Ajax                    | ED                      | 29         | 2          | CO              | 1               | 0               | UCL+UEL            | 3+10               | 0+2                | -           | -           | -           | 43     | 4      |
| 2017-2018               | Ajax                    | ED                      | 12         | 2          | CO              | 2               | 0               | UCL+UEL            | 2+2                | 0                  | -           | -           | -           | 18     | 2      |
| Totale Ajax             | Totale Ajax             | Totale Ajax             | 84         | 6          |                 | 7               | 0               |                    | 27                 | 3                  |             | 1           | 0           | 119    | 9      |
| 2018-2019               | PSV                     | ED                      | 34         | 3          | CO              | 0               | 0               | UCL                | 8                  | 0                  | SO          | 1           | 0           | 43     | 3      |
| 2019-2020               | PSV                     | ED                      | 23         | 0          | CO              | 2               | 0               | UCL+UEL            | 2+10               | 0                  | SO          | 0           | 0           | 37     | 0      |
| 2020-2021               | PSV                     | ED                      | 17         | 0          | CO              | 1               | 0               | UEL                | 4                  | 0                  | -           | -           | -           | 22     | 0      |
| ago.-2021               | PSV                     | ED                      | 1          | 0          | CO              | 0               | 0               | UCL                | 1                  | 0                  | -           | -           | -           | 2      | 0      |
| Totale PSV              | Totale PSV              | Totale PSV              | 75         | 3          |                 | 3               | 0               |                    | 25                 | 0                  |             | 1           | 0           | 104    | 3      |
| 2021-2022               | Greuther Fürth          | BL                      | 15         | 0          | CG              | 0               | 0               | -                  | -                  | -                  | -           | -           | -           | 15     | 0      |
| Totale carriera         | Totale carriera         | Totale carriera         | 321        | 14         |                 | 29              | 1               |                    | 84                 | 5                  |             | 3           | 0           | 437    | 20     |

### Cronologia presenze e reti in Nazionale
| Cronologia completa delle presenze e delle reti in nazionale ― Paesi Bassi | Cronologia completa delle presenze e delle reti in nazionale ― Paesi Bassi | Cronologia completa delle presenze e delle reti in nazionale ― Paesi Bassi | Cronologia completa delle presenze e delle reti in nazionale ― Paesi Bassi | Cronologia completa delle presenze e delle reti in nazionale ― Paesi Bassi | Cronologia completa delle presenze e delle reti in nazionale ― Paesi Bassi | Cronologia completa delle presenze e delle reti in nazionale ― Paesi Bassi | Cronologia completa delle presenze e delle reti in nazionale ― Paesi Bassi |
| Data                                                                       | Città                                                                      | In casa                                                                    | Risultato                                                                  | Ospiti                                                                     | Competizione                                                               | Reti                                                                       | Note                                                                       |
| -------------------------------------------------------------------------- | -------------------------------------------------------------------------- | -------------------------------------------------------------------------- | -------------------------------------------------------------------------- | -------------------------------------------------------------------------- | -------------------------------------------------------------------------- | -------------------------------------------------------------------------- | -------------------------------------------------------------------------- |
| 15-8-2012                                                                  | Bruxelles                                                                  | Belgio                                                                     | 4 – 2                                                                      | Paesi Bassi                                                                | Amichevole                                                                 | -                                                                          | 46’                                                                        |
| 28-3-2017                                                                  | Amsterdam                                                                  | Paesi Bassi                                                                | 1 – 2                                                                      | Italia                                                                     | Amichevole                                                                 | -                                                                          | 83’                                                                        |
| 31-5-2017                                                                  | Marrakech                                                                  | Marocco                                                                    | 1 – 2                                                                      | Paesi Bassi                                                                | Amichevole                                                                 | -                                                                          | 74’                                                                        |
| Totale                                                                     |                                                                            | Presenze                                                                   | 3                                                                          |                                                                            | Reti                                                                       | 0                                                                          |                                                                            |

## Palmarès

### Club

#### Competizioni nazionali
- Coppa dei Paesi Bassi: 1

AZ Alkmaar: 2012-2013
- Supercoppa dei Paesi Bassi: 1

PSV: 2021